# Suba
Suba es la localidad número 11 del Distrito Capital de Bogotá. Se encuentra ubicada en el noroccidente de la ciudad. Es la localidad más poblada de Bogotá, con aproximadamente 1.348.372 habitantes.
Su origen se remonta a la época precolombina, cuando fue un poblado muisca de gran importancia. Posteriormente fue un municipio del departamento de Cundinamarca, antes de integrarse como localidad a Bogotá.

## Toponimia
El nombre de Suba, según la lengua muyesca (muyesccubum) o lengua muisca (muisccubum), viene de zhu-ba, que significa mi digna si se pronuncia rápidamente. Suba significa mi cara, mi rostro, mi flor. El rostro de muyesa (de persona) infunde respeto y admiración y es tan hermoso como una flor; es el rostro en el que se dibujan las expresiones del alma y los sentimientos.
Finalmente, esta expresión zhu-ba fue adoptada por los indígenas muiscas en honor de la Diosa Mae Bachué y del Sihipcua (cacique), quien tenía jerarquía de zaque.
Su uso en el idioma muisca se evidencia en el Manuscrito 158 BNC, un diccionario y gramática chibcha de autor anónimo que data de comienzos del siglo XVII, en donde aparecen dos usos de este topónimo: Cha Suba gue («natural de Suba soy») y Suba gue («natural de Suba es»).
Otros registros, describen que el significado de Suba viene de los vocablos indígenas “Sua, que significa sol y Sia, que es agua. La palabra Suba es el nombre indígena para la quinua, una planta quenopodiácea que se cultiva en toda la sabana de Bogotá y que era el principal alimento de los chibchas.
Según las monografías de Rufino Gutiérrez, por vario tiempo, suba fue conocida como "Doctrina de Suba y Tuna".

## Geografía

### Límites
| Noroeste: Cota (Vereda Pueblo Viejo, río Bogotá)                                | Norte: Chía (vereda La Balsa)                                                                          | Nordeste: Chía (vereda Fusca) Localidad de Usaquén (UPZ Paseo de los Libertadores Puente Peatonal Bellavista Calle 246) |
| Oeste: Cota (Veredas Rozo y Parcelas, río Bogotá)                               | | Este: Localidad de Usaquén (desde UPZ Verbenal hasta UPZ Santa Bárbara Autopista Norte)                                 |
| Suroeste: Cota (Vereda Siberia, río Bogotá) Localidad de Engativá (UPZ Bolivia) | Sur: Localidad de Engativá (Desde UPZ hasta la UPZ Las Ferias Humedal Juan Amarillo y Canal Río Negro) | Sureste: Localidades de Barrios Unidos (UPZ Los Andes Calle 100) y de Chapinero (UPZ Chicó El Lago Autopista Norte)     |

### Relieve
La localidad de Suba combina una parte plana a ligeramente ondulada ubicada al occidente de la localidad, y otra parte inclinada a muy inclinada en el centro de la localidad, que consta  por una pequeña cadena montañosa que incluye los cerros de Suba y de La Conejera.
Altitud:
- Mínima: 2547 m s. n. m.
- Media: 2556m s. n. m.
- Máxima: 2713 m s. n. m.

### Hidrología
Además del río Bogotá, la localidad es bañada por varios ríos menores.

#### Humedales
- Humedal de Guaymaral y Torca: este humedal se reparte entre las localidades de Usaquén y Suba. La parte conocida como Torca (de 24 ha de extensión) le corresponde a la localidad de Usaquén, mientras que la parte conocida como Guaymaral (de 49 ha) le corresponde a Suba. Esta división se origina en la Autopista Norte, que sirve de límite a ambas localidades.
- Humedal La Conejera: este humedal marca el límite Norte de la localidad y la ciudad. En la época precolombina, los indígenas muiscas tenían en los alrededores de este humedal criaderos de patos y curíes. Durante el Virreinato de Nueva Granada, la Hacienda La Conejera, de propiedad de los Jesuitas, mantuvo el humedal, en cuyos alrededores se conservaban bosques nativos de arrayanes y alisos.

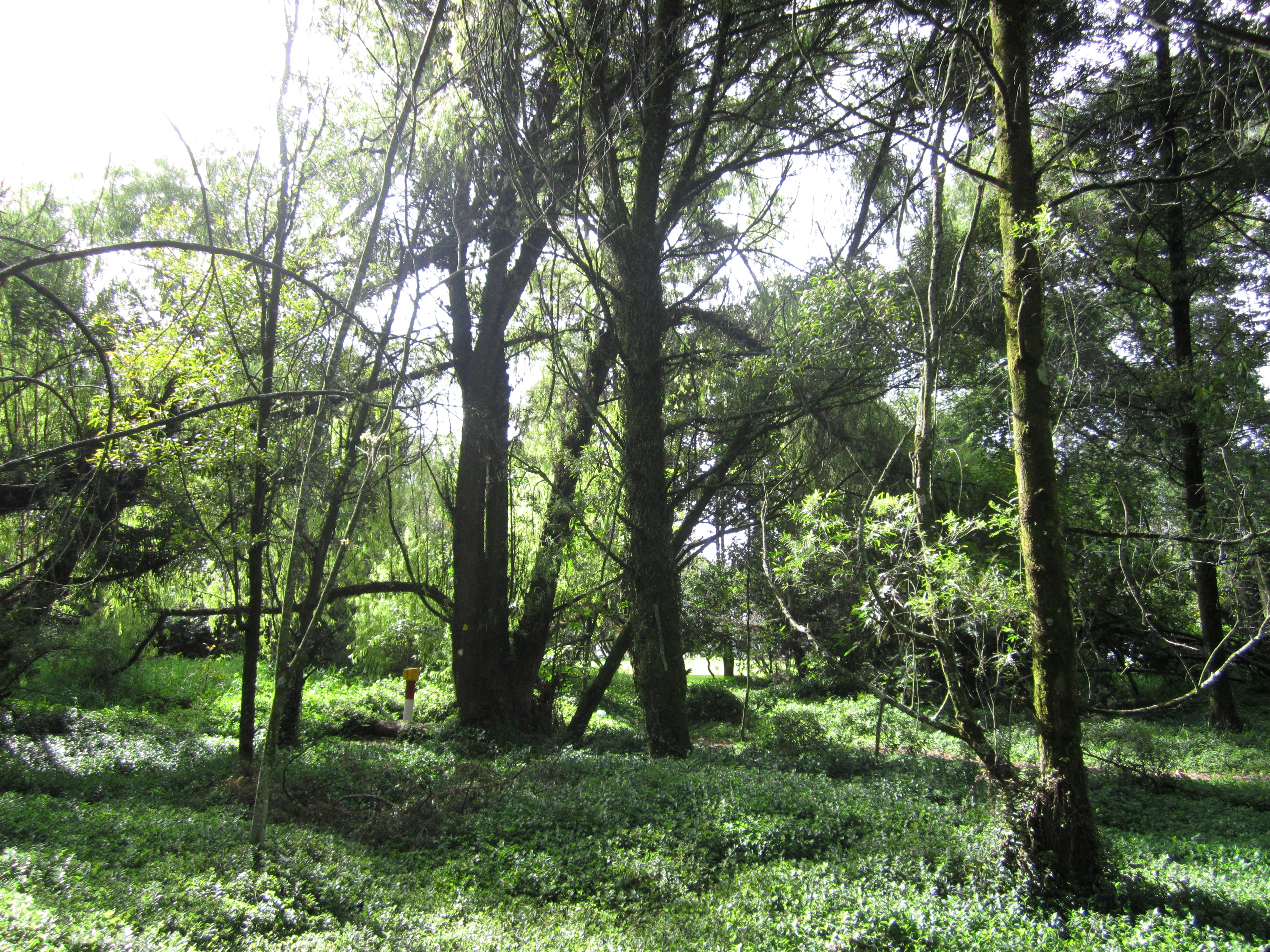
Vegetación nativa en el Humedal de Córdoba.

- Humedal de Córdoba: hace parte de la cuenca del Humedal Tibabuyes. Cuenta con una extensión de 40,4 ha, pero es uno de los más frágiles de Bogotá, debido a que lo rodean grandes avenidas y urbanizaciones que se han construido gracias a cambios en el uso del suelo, además de un alto tráfico humano en su interior, lo que ha generado una gran afectación para la fauna y la flora.
- Humedal Tibabuyes o Juan Amarillo: es el humedal más extenso de la Sabana de Bogotá. Una parte del humedal corresponde a la localidad de Suba, y otra parte a la localidad de Engativá. El topónimo «Tibabuyes», en idioma muisca, significa «Tierra de Labradores». La laguna principal del humedal es considerada como "laguna sagrada" por los muiscas, quienes afirman que en sus aguas habita una diosa. En la época precolombina, los muiscas celebraban en la laguna una festividad conocida como la "Fiesta de las Flores", a la que asistían los caciques de Bosa, Engativá, Cota, Funza y Suba.[8] El topónimo «Juan Amarillo» se debe a que en 1969 el curso del río Neuque, más conocido como río Arzobispo, Salitre o Juan Amarillo, fue desviado hacia este humedal.
- Reserva Forestal Thomas van der Hammen: la Reserva Forestal Thomas van der Hammen es un área de protección ambiental de la Sabana de Bogotá declarada así en el año 2000 por el Ministerio de Ambiente y Desarrollo Sostenible. La reserva lleva el nombre del geólogo colombo-neerlandés Thomas van der Hammen quien dedicó años de estudio en dicha zona. El área protegida cuenta con 1395 hectáreas ubicadas en el norte de Bogotá, entre las calles 150 y 235, aproximadamente.[9]

## Historia

### Época precolombino
En la última era glacial, esta zona tenía clima de páramo con condiciones de bosque andino, por lo que había en ella animales de esa era y de la actual. Desde el 10500 a. C., grupos humanos de cazadores-recolectores habitaban la zona. Desde el 3500 a. C. ya se registraban actividades hortícolas y de alfarería, además de la domesticación del curí por grupos que aún dependían de la caza y recolección. En el 500 a. C. ya estaba muy difundido el cultivo del maíz y la papa. 
Hacia el año 800 de la era actual los muiscas ya habían llegado a la zona en una migración de origen chibcha proveniente de Centroamérica, mezclándose con la población nativa anterior. Los muiscas construyeron un poblado cerca de los cerros de Suba y La Conejera, se supone que en el lugar en que hoy está la Plaza Fundacional de Suba, pues dice Fray Pedro Simón, en la segunda de sus Noticias Historiales de 1626, que el poblado indígena estaba en el mismo sitio donde se fundó el poblado español, sobre una pequeña loma.

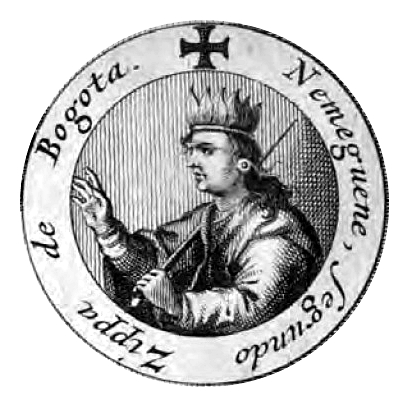
El zipa Nemequene creó un Consejo Supremo de justicia en Suba para la aplicación del Código de Nemequene.

Tenían los muiscas criaderos de patos y curíes en los alrededores del Humedal La Conejera y cultivos de maíz cerca del Humedal Tibabuyes, en cuya laguna celebraban la "Fiesta de las Flores", a la que asistían los caciques de Bosa, Engativá, Cota, Funza y Suba. En dicha fiesta arrojaban ofrendas de oro a las aguas sagradas de la laguna e iban ataviados con vistosa plumería, amuletos parecidos a medallas y una especie de "rosarios" que llevaban en las manos y les servían para recitar ciertas oraciones a sus dioses.
Según Fray Pedro Simón, el rango que ocupaba el cacique (utatiba) de Suba era similar al de un "virrey", mientras que el zipa de Muyquytá, para este cronista, era equivalente a un "rey". Durante el gobierno del zipa Nemequene, este gobernante creó un código de leyes conocido como el Código de Nemequene. Para hacer cumplir dichas leyes, creó un Consejo Supremo, presidido por el utatiba (cacique) de Suba, que tenía la última palabra en casos de disputas y sentencias; ni siquiera el zipa podía apelar la decisión de dicho Consejo, y las leyes del dicho Código fueron recordadas y respetadas por los bacataes aún muchos años después de la Conquista española.
A la llegada de los españoles, el utatiba de Suba era conocido como Subausaque, nombre que probablemente era un título genérico para su rango, puesto que la palabra usaque era un título de distinción y nobleza. Este Subausaque era suegro de Tisquesusa, zipa de Bacatá, según informa Fray Pedro de Aguado.

### Conquista española
Algunas de las Crónicas de Indias que relatan la conquista de Suba son la Relación de la conquista de Santa Marta y Nuevo Reino de Granada, de autor anónimo (1545); la Historia de Santa Marta y Nuevo Reino de Granada, de Fray Pedro de Aguado (1568); la Historia del Nuevo Reino de Granada, de Juan de Castellanos (1601); las Noticias Historiales, de Fray Pedro Simón (1626); y la Historia de las conquistas del Nuevo Reino de Granada, de Lucas Fernández de Piedrahíta (1688), entre otros.

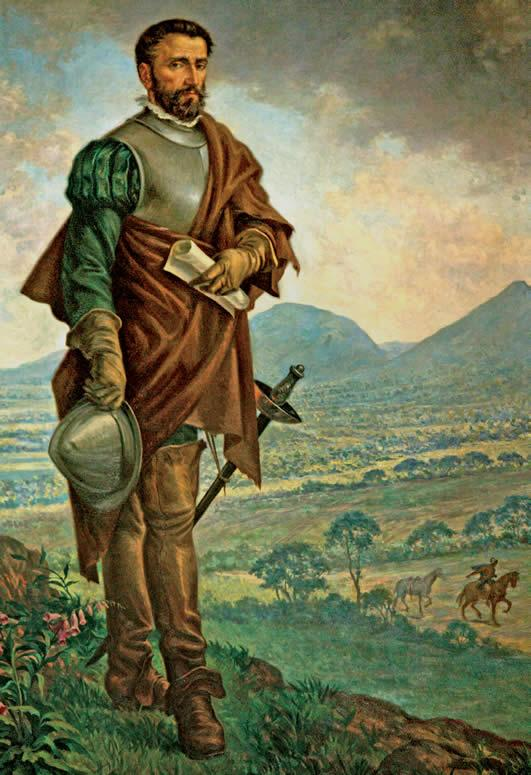
Gonzalo Jiménez de Quesada.

Al llegar la expedición del adelantado Gonzalo Jiménez de Quesada a Chía, los españoles se enteraron de que el psihipqua Tisquesusa estaba en el poblado de Funza, capital del Zipazgo de Muyquytá, a tres leguas de Chía, por lo que comenzaron a enviarle propuestas de paz con mensajeros para así evitar tener que ir a las armas, pero el zipa desconfiaba y no quería tener ningún trato ni contacto con los españoles. Cuando se estaban preparando para partir, o cuando ya estaban en camino hacia Funza, llegó a los españoles el utatiba (cacique) de Suba, conocido como Subausaque, suegro de Tisquesusa, el cual les agasajó con carne de venado, finas mantas de algodón y otros regalos, y aun cuando se hubieron ido de su poblado, el cacique seguía enviándoles regalos. Con este cacique hicieron los españoles una paz general que no se quebrantó nunca. Algunas fuentes hablan de otro cacique, llamado Tuna, que llegó junto con el de Suba para agasajar a los extranjeros.
Después del Domingo de Quasimodo, partieron los españoles de Chía, con cuyo utatiba quedaron en buena amistad, y llegaron a Suba, desde cuyos cerros vieron sobre el valle muchas poblaciones  con grandes cercados y bohíos hechos de madera y barazones de arcabuco. Como desde lejos estas edificaciones se veían tan bien trazadas y construidas y de tan agradable disposición, el adelantado Jiménez de Quesada llamó a esa sabana el "Valle de los Alcázares", que después se llamó "Valle de los Alcázares de Bogotá" y finalmente "Sabana de Bogotá"; luego, por ser Jiménez de Quesada natural de Granada, ciudad de la provincia de Andalucía, llamó a la región descubierta Nuevo Reino de Granada. En Suba tuvieron que permanecer los españoles ocho o quince días, pues era época de lluvias y el río Bogotá estaba muy crecido y no los dejaba avanzar. Aprovecharon este tiempo para esperar algún mensaje de paz del psihipqua, pero esto no ocurrió. Entre tanto, descansaron en aposentos bien dispuestos por el utatiba de Suba, y pasados los quince días, partieron hacia Funza.
Luego de que los españoles anduvieron por las tierras de Muyquytá y de que se adentraran por las de Hunza, donde tuvieron algunas batallas, regresaron a la Sabana de Bogotá, donde los esperaba de nuevo el utatiba de Suba con más regalos, por lo cual se afianzó aún más su amistad. Entre tanto, el psihipqua Tisquesusa, que era yerno del utatiba de Suba, enterado de que este estaba en tratos y amistad con los extranjeros, ordenó hacerlo prisionero e hizo quemar muchos de los cercados de Suba, matando también a mucha de su gente.
En 1537, luego de la muerte de Tisquesusa, el utatiba de Suba fue liberado de la prisión en que lo mantenía el psihipqua y bautizado poco antes de morir por fray Domingo de las Casas, capellán de la expedición de Jiménez de Quesada; de este modo, Subausaque fue el primer muisca en ser bautizado. El bautizo se efectuó por intermedio de un indígena al que los españoles llamaban Pericón, encontrado en el camino de Opón y convertido en intérprete y catequista. Ese mismo día fueron bautizados también todos los vasallos del utatiba, habitantes de Suba. Por voluntad de Subausaque, los habitantes de su poblado mantuvieron la paz con los españoles. Según Fray Pedro Simón, el utatiba de Suba murió antes de que los españoles partieran por primera vez hacia Funza.
Una de las primeras uniones entre español e indígena se registró entre el encomendero Diego de Colmenares, natural de Paredes de Nava, Palencia, España, y la indígena Ana Sáez, a la que el español le cedió el apellido de su padre, Diego Sáez Mazo, pues él llevaba el de su madre, Leonor de Colmenares. Ana Sáez era indígena muisca de Suba. La pareja no se casó, pero vivieron en unión libre (o amancebamiento, como se llamaba en esa época) y tuvieron tres hijos: Leonor de Colmenarez Sáez, Beatriz de Colmenares Sáez y Jerónimo de Colmenares Sáez. La pareja de Diego y Ana fue la séptima ascendencia de Francisco de Paula Santander. Diego murió hacia 1530 y Ana hacia 1537.

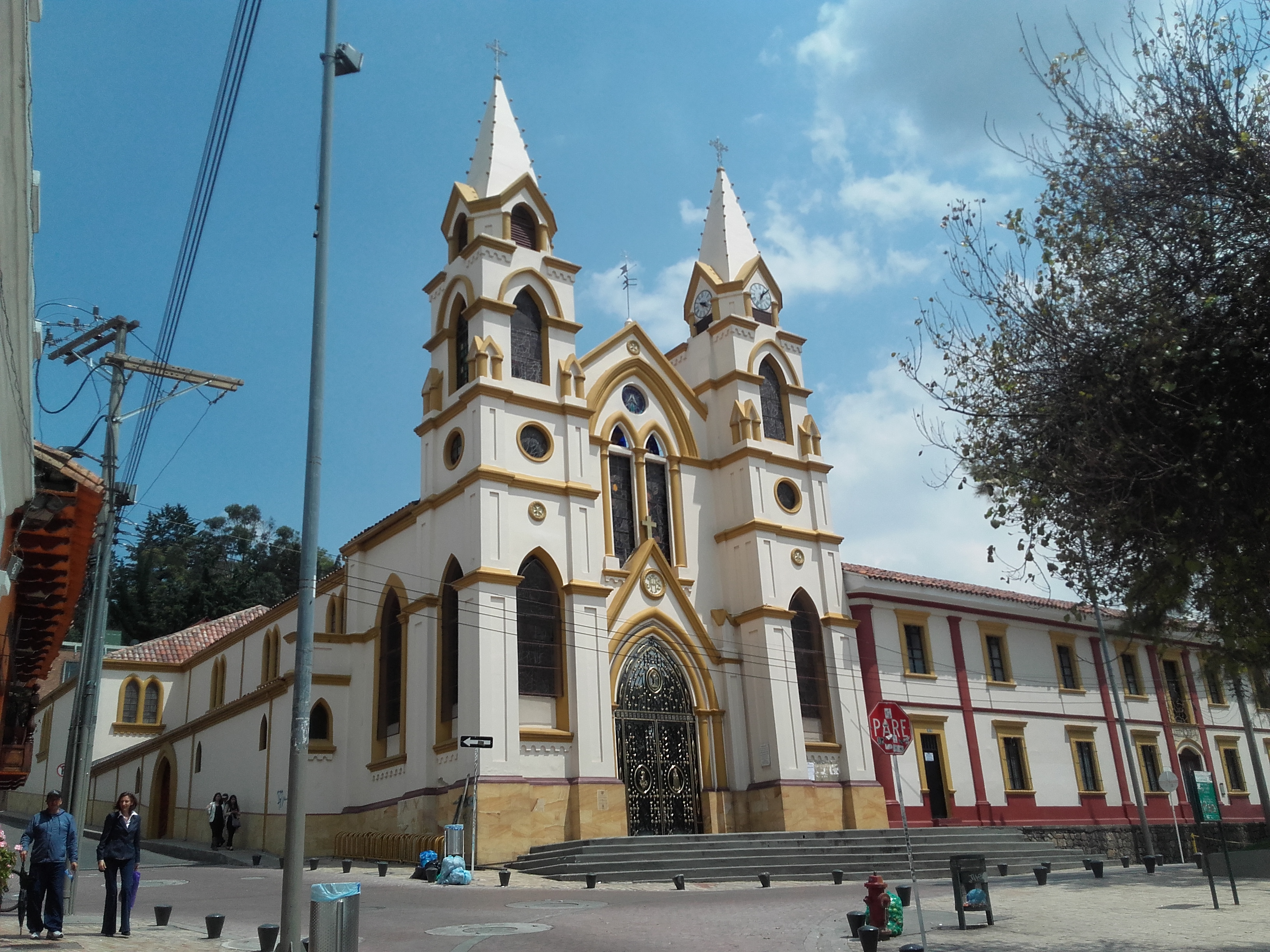
Iglesia de la Inmaculada Concepción, en la Plaza Fundacional de Suba.

Luego de la conquista, los muiscas del poblado de Suba se organizaron en forma de resguardo indígena, de acuerdo a lo estipulado en las Leyes de Indias. En 1550 el capitán de bergantín Antonio Díaz de Cardoso fundó el nuevo pueblo en el sitio que hoy se conoce como Plaza Fundacional de Suba, con entre novecientos y mil indígenas en su repartimiento. Este capitán fue luego encomendero de Suba y Tuna, dejó dos hijos y murió en Santafé de Bogotá.

### SigloXIX
Durante el siglo XIX, Suba vivió una serie de transformaciones profundas, pasando de ser un resguardo indígena tradicional a convertirse en un municipio vinculado al crecimiento de Bogotá
En 1823 el viajero francés Gaspard-Thèodore, conde de Mollien, publicó una obra titulada Viaje por la República de Colombia en 1823, en la que relataba el itinerario de su viaje por el país recientemente creado. En dicha obra, el autor elogiaba las excelentes aguas termales naturales que había en Suba y en Tabio. Mollien refiere que los bogotanos frecuentaban esas aguas termales cuando querían hacer algunas excursiones campestres por los alrededores de la ciudad.
Luego de la Independencia de Colombia el nuevo gobierno inició un proceso de supresión y anulación legal de los resguardos indígenas, con el fin de promover el mestizaje para el "mejoramiento" de la raza nativa, a la vez que se promovía la inmigración de extranjeros provenientes del Norte de Europa con el objetivo de imitar el modelo de los Estados Unidos. Esto se concretó en el artículo 4 de la Ley del 22 de junio de 1850, que instrumentó, dentro de un plan de desindigenización de la capital y sus alrededores, la disolución del resguardo de Suba, la cual culminó en 1877.
En ese contexto, El 16 de noviembre de 1875 Suba perdió formalmente su estatus de poblado indígena para convertirse en uno de los municipios satélites de Bogotá y ser posteriormente erigido como municipio por decreto del Estado Soberano de Cundinamarca (hoy departamento de Cundinamarca). El territorio rural fue compartido por terratenientes y campesinos.
El 23 de marzo de 1887, Rufino Gutiérrez llegó a Suba con el objetivo de realizar una monografía del municipio de Suba (en ese tiempo, Distrito de Suba). Se cuenta que aquellas tierras eran planas y fértiles. La conexión con Bogotá cruzaba por la sierra, la cual solo se podía transitar en verano. Estaba dividida en cuatro veredas: Suba, Tibabuyes, Conejera y Tuna.
Los subanos son descritos como "vecinos pacíficos, laboriosos y de espíritu apocado en general, como que pertenecen en su mayoría a la raza indígena". También la cabecera municipal es descrita como un "pobre y triste caserío, casi desierto, donde no se ve movimiento ni aun en sus tres o cuatro desprovistas tiendas", compuesto por once casas pajizas y cuatro de teja, distribuidas en cinco manzanas, con una población de 50 personas. En la plaza principal había una piedra que era utilizada por los doctrineros para castigar a los indígenas. Las autoridades locales solían retirarla, pero, curiosamente, los indígenas la volvían a colocar en su sitio durante la noche, y recomendaban al alcalde del distrito no seguir el ejemplo de sus antecesores. La iglesia se encontraba en buen estado y esterada.

Se contaba con un colegio mixto, administrado por el cura. Aunque era mixto, no todos estudiaban en el mismo salón: las niñas asistían de 6:00AM a 9:00AM, y los niños de 10:00 AM a 3 PM. En infraestructura estaba en condiciones aceptables, pero no contaba con suficientes libros ni útiles escolares. En cuanto a la parte administrativa, el alcalde era el señor Manuel Meló. La Alcaldía contaba con buena infraestructura y su documentación, aunque algo escasa, estaba organizada

Antiguas Veredas de Suba

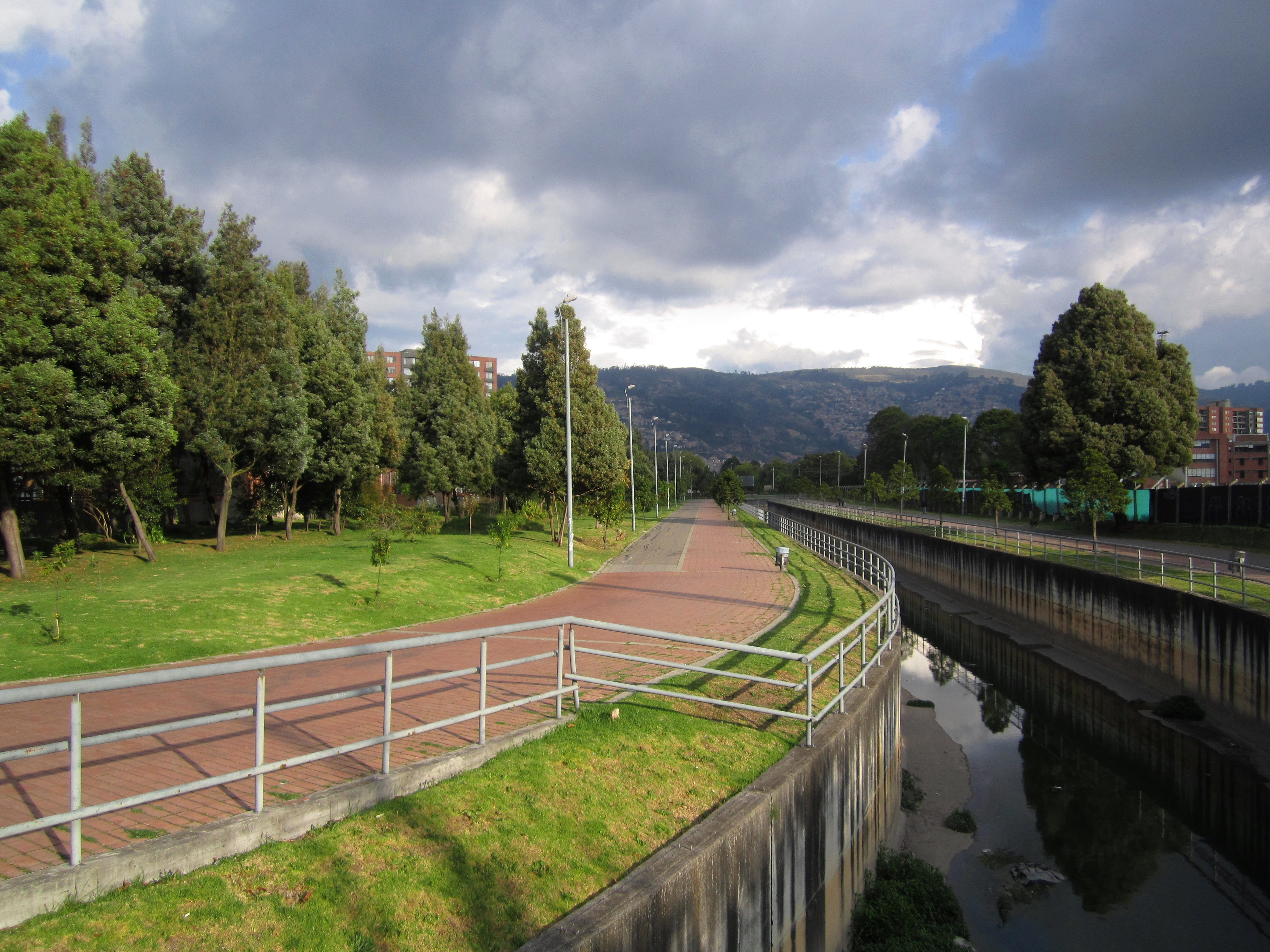
Ciclorruta en el canal de Córdoba a la altura del barrio Cantagallo.

### SiglosXXyXXI
En 1954, el municipio fue incluido como parte anexa del Distrito Especial de Bogotá, manteniendo sus instituciones municipales hasta que en 1977 se creó su alcaldía menor y en 1991 fue elevado a localidad de la ciudad con alcaldía local.

Los raizales de Suba (indígenas Muiscas) (pueblo de indios durante el período colonial), lograron en 1990 el reconocimiento legal de la comunidad indígena Muisca de Suba, el cual fue ratificado al año siguiente por la Constitución de Colombia de 1991, reconociendo su situación de indígenas, luego de 115 años de haberles negado su identidad. En 1992 y en 2000, los cabildos muisca de Suba y de Bosa fueron reconocidos en ceremonia oficial ante el alcalde mayor, según lo estipulado por la Ley 89 de 1890, después de más de un siglo sin existencia legal. El reconocimiento fue ratificado en 2005.

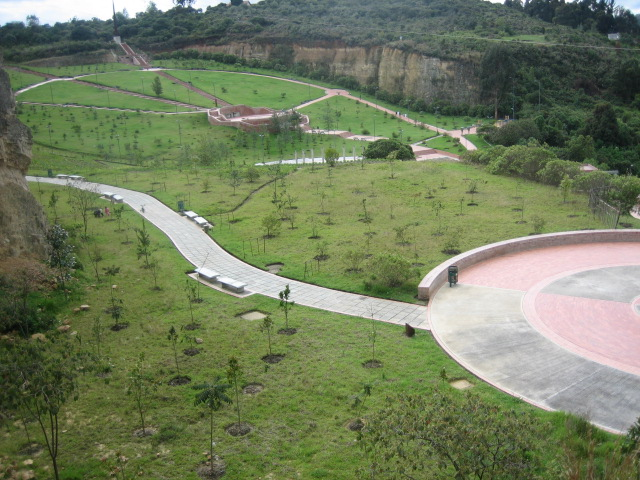
Parque Mirador de los Nevados, diseñado de acuerdo a parámetros de la cosmogonía muisca.

La Biblioteca Pública de Suba Francisco José de Caldas se inauguró el 15 de junio de 1999, y se entregaron obras de adecuación en 2015
La Biblioteca Pública Julio Mario Santodomingo  abrió sus puertas el 26 de mayo de 2010.

## Política local

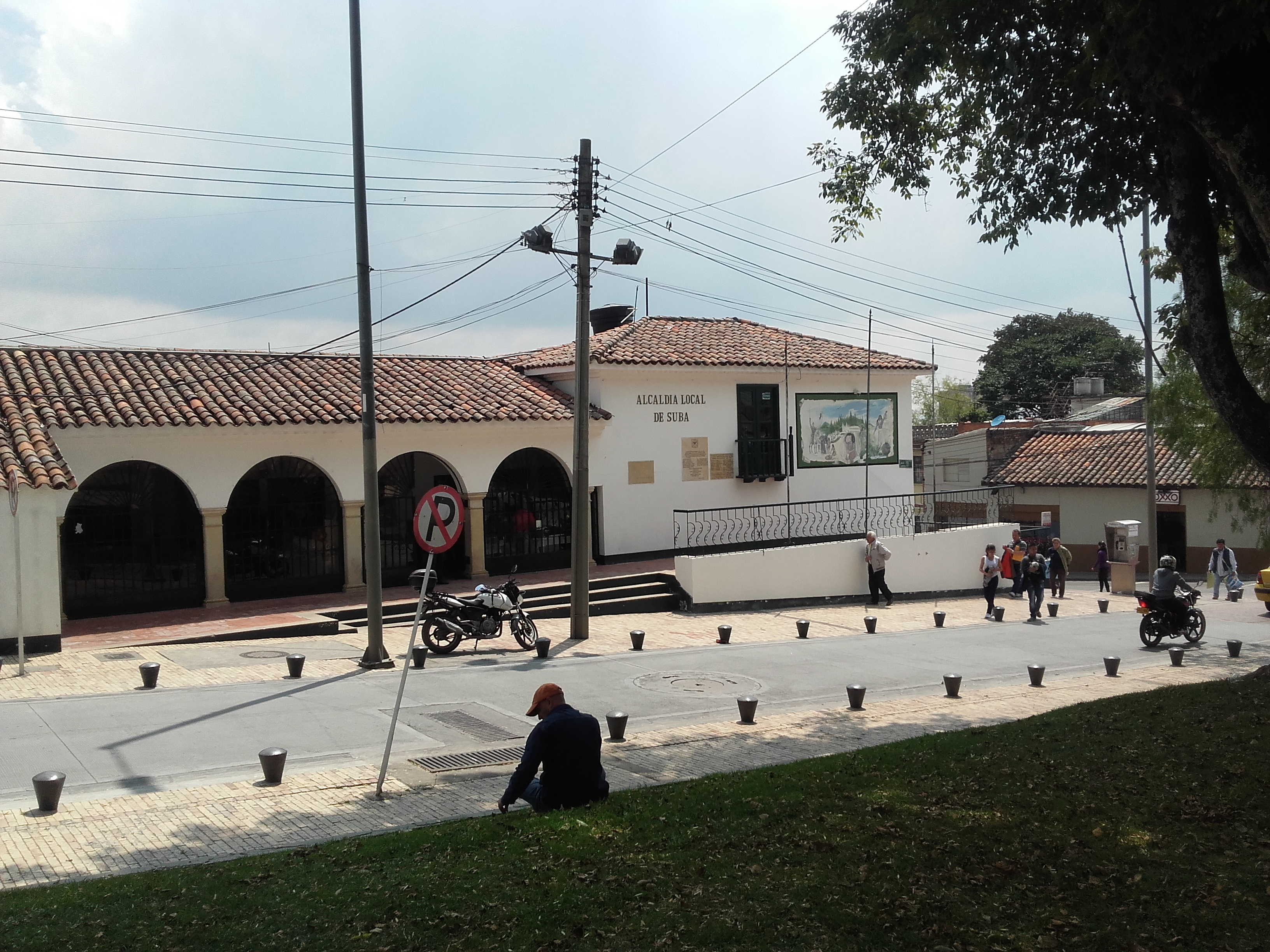
Alcaldia Local de Suba

El gobierno local se compone de la Junta Administradora Local y el Alcalde local (designado mediante terna por el Alcalde Mayor). Al ser parte del Distrito Capital, todas las entidades y corporaciones de orden distrital tienen jurisdicción en la localidad. La alcaldía se encuentra ubicada en la Calle 146C BIS # 90 - 57.
| Partido            | Partido | Escaños |
| ------------------ | ------- | ------- |
| Centro Democrático | CD      | 3/11    |
|                    | NL/EM   | 2/11    |
|                    | PH      | 2/11    |
|                    | AV      | 2/11    |
|                    | PL      | 1/11    |
|                    | CR/M    | 1/11    |
|                    |         |         |

## Geografía humana

### Organización territorial
La localidad de Suba está constituida por 6 Unidades de Planeamiento Local (UPL) y 1.162 barrios. A su vez, estas unidades están divididas en barrios, como indica a continuación.
| UPL                                    | Código Postal                                                                                    | Extensión (km²) | Límites | Barrios |
| -------------------------------------- | ------------------------------------------------------------------------------------------------ | --------------- | --- | --- |
| Torca (al este de la Autonorte)        | 111166                                                                                           | 6,72            | Norte: Humedal Torca Oriente: Autopista Norte (AK 45) Sur: Av. San Antonio (AC 183) - Av. Tibabita (AC 191) Occidente: Av. Boyacá (AK 72) - Cerro de la Conejera - KR 80                                                      | La Academia Total: 21 |
| Torca (al este de la Autonorte)        | 111176                                                                                           | 4,54            | Norte: Límite Distrital Oriente: Autopista Norte (AK 45) Sur: Humedal Torca - Av. Guaymaral (AC 235) Occidente: Av. Ciudad de Cali (AK 104)                                                                                   | Guaymaral, Conejera Total: 13 |
|                                        | 111166                                                                                           | 4,38            | Norte: Av. San Antonio (AC 183) - Av. Tibabita (AC 191) Oriente: Autopista Norte (AK 45) Sur: Av. San José (AC 170) Occidente: Cerro de la Conejera - KR 80                                                                   | Gibraltar, Guicani, Mirandela, Nueva Zelandia, Oikos, San Felipe, San José de Bavaria, Santa Catalina, Tejares del Norte, Villanova, Villa del Prado, Villa Lucy, Portales del Monte Total: 22 |
| Britalia                               | 111156                                                                                           | 3,29            | Norte: Av. San José (AC 170) Oriente: Autopista Norte (AK 45) Sur: Av. La Sirena (AC 153) Occidente: Av. Boyacá (AK 72) | Britalia, Britalia San Diego, Calima Norte, Cantagallo, Cantalejo, El Paraíso de los 12 Apóstoles, Gilmar, Granada Norte, Granjas de Namur, La Chocita, Los Eliseos, Pijao de Oro, San Cipriano, Villa Delia, Vista Bella Total: 123 |
| Britalia (al Norte) Niza (al sur)      | 111156 (Norte de la AC 138) 111111 (Sur de la AC 138)                                            | 4,33            | Norte: Av. La Sirena (AC 153) Oriente: Autopista Norte (AK 45) Sur: Av. Camino del Prado (AC 138) - Av. Rodrigo Lara Bonilla (AC 127) Occidente: Av. Las Villas (AK 58) - Canal Córdoba - KR 54                               | Alcalá, Atabanza, Bernal y Forero, Cacihia, Canodromo, La Sultana, Libertadores, Los Prados de La Sultana, Madeira, Manuela Arluz, Mazurén, Niza IX, Prado Pinzón, Prado Sur, Prado Veraniego, Prado Veraniego Norte, Prado Veraniego Sur, San José del Spring, San José del Prado, Santa Helena, Tarragona, Tierra Linda, Victoria Norte, Villa Morena Total: 72 |
| Niza                                   | 111111                                                                                           | 2,85            | Norte: Av. Rodrigo Lara Bonilla (AC 127) Oriente: Autopista Norte (AK 45) Sur: Av. España (AC 100) Occidente: Humedal Córdoba - Av. Alfredo D Bateman (TV 60)                                                                 | Alhambra, Batán, El Recreo de los Frailes, Estoril, Ilarco, Malibú, Mónaco, Pasadena, Puente Largo Total: 24 |
| Britalia                               | 111156                                                                                           | 4,20            | Norte: Av. San José (AC 170) Oriente: Av. Boyacá (AK 72) Sur: Av. Suba (AC 145) - CL 118 - Av. Camino del Prado (AC 138) Occidente: KR 80                                                                                     | Atenas, Catalayud, Casa Blanca I y II, Casablanca Norte Suba, Del Monte, El Velero, Escuela de Carabineros Total: 74 |
| Niza                                   | 111121 (Oriente de AK 72 y TV 60) 111121 (Occidente de AK 72 y TV 60)                            | 7,57            | Norte: CL 127C - DG 136 - Av. Suba (AC 145) - Av. Camino del Prado (AC 138) Oriente: Canal Córdoba Sur: Avenida El Rincón (AC 127) - Humedal Córdoba Occidente: TV 88 - KR 87 - KR 86 - KR 85 - KR 83 - Av. El Rincón (AK 89) | Calatrava, Campania, Ciudad Jardín Norte, Colina Campestre, Colinas de Suba, Altos de Chozica, Córdoba, Covadonga, Gratamira, Iberia, Lagos de Córdoba, Las Villas, Lindaraja, Niza, Niza Norte, Niza Suba, Niza VIII, Prado Jardín, Provenza, Rincón de Iberia, Sotileza Total: 231 |
| Niza                                   | 111121                                                                                           | 3,93            | Norte: Av. EL Rincón (AC 127B/AK 89/AC127) - CL 118 Oriente: KR 80 - Av. Boyacá (AK 72) Sur: Río Salitre Occidente: Av. Ciudad de Cali (TV 86)                                                                                | Andes Norte, Club los Lagartos, Coasmedas, Julio Florez, La Alborada, La Floresta Norte, Morato, Nuevo Monterrey, Pontevedra, Potosí, Santa Rosa, San Nicolás, Teusacá Total: 58 |
| Rincón de Suba                         | 111131 (Oriente de AK 104) 111141 (Occidente de AK 104)                                          | 7,10            | Norte: Av. Suba (AC 145) Oriente: TV 88 - KR 87 - KR 86 - KR 85 - KR 83 - Av. El Rincón (AK 89) - Av. Ciudad de Cali (TV 86) Sur: Humedal Juan Amarillo-Tibabuyes Occidente: Av. Longitudinal de Occidente (AK 118)           | Alcaparros, Almirante Colón, Almonacid, Altos de la Esperanza, Amberes, Antonio Granados, Arrayanes, Aures I y II, Bochalema, Catalina, Ciudad Hunza, Ciudadela Cafam, Costa Azul, Costa Rica, El Aguinaldo, El Arenal, El Carmen, El Cerezo, El Cóndor, El Jordan-La Esperanza, El Poa, El Naranjal, El Ocal, El Palmar, El Pórtico, El Progreso, El Refugio de Suba, El Rubí, El Tabor, Gloria Lara de Echeverri, Guillermo Núñez, Jaime Bermeo, Japón, Java II Sector, La Aguadita, La Alameda, La Aurora, La Chucua, La Esmeralda, La Esperanza (Calle 131 A), La Estanzuela, La Flor, La Flora, La Manuelita, La Palma, Lagos de Suba, Las Flores, Lombardía, Comuneros, Los Arrayanes, Los Naranjos, Los Nogales, Naranjos Altos, Palma Aldea, Porterrillo, Prados de Santa Bárbara, Puerta del Sol, Rincón de Suba, Rincón El Cóndor, Rincón-Escuela, Riobamba, Rodrigo Lara Bonilla, San Cayetano, San Isidro Norte, San Jorge, San Miguel, San Pedro, Santa Ana de Suba, Taberín, Telecom Arrayanes, Teusaquillo de Suba, Tibabuyes, Trinitaria, Villa Alexandra, Villa Catalina, Villa Elisa, Villa María, Villas del Rincón Total: 236 |
| Suba                                   | 111161                                                                                           | 6,53            | Norte: Humedal La Conejera - Avenida San José (AC 170) Oriente: KR 80 Sur: Av. Suba (AC 145) Occidente: Av. Longitudinal de Occidente (AK 118)                                                                                | Acacias, Alaska, Alcázar de Suba, Almendros Norte, Alto de la Toma, Bosques de San Jorge, Campanela, Costa Azul, El Pencil, Suba Compartir, El Pinar, Los Lagos, El Pórtico, El Salitre, Java, La Campiña, La Fontana, Gloria Lara, Las Orquídeas, Londres, Miraflores, Monarcas, Navetas, Prados de Suba, Portal de Las Mercedes, Almendros de Suba, Las Flores, Pradera de Suba, Prados de Suba, Rincón de Santa Inés, San Francisco, Santa Isabel, Suba Centro, Tuna Alta, Tuna Baja, Turingia, Vereda Suba Cerros, Villa del Campo, Villa Esperanza, Villa Hermosa, Villa Susana Total: 189 |
| Tibabuyes                              | 111141 (Atenas-Berlín-La Cañiza-La Gaitana-Rincón de Boyacá-Tibabuyes) 111151 111161 (Compartir) | 7,26            | Norte: Humedal La Conejera Oriente: Av. Longitudinal de Occidente (AK 118) Sur: Humedal Juan Amarillo-Tibabuyes - Río Salitre Occidente: Río Bogotá                                                                           | Atenas, Berlín, Bilbao, Cañiza I, II y III, Carolina II y III, El Cedro, Compartir, Fontanar del Río, La Gaitana, La Isabela, Lisboa, Los Nogales de Tibabuyes, Miramar, Nueva Tibabuyes, Nuevo Corinto, Prados de Santa Bárbara, Rincón de Boyacá, Sabana de Tibabuyes, San Carlos de Suba, San Carlos de Tibabuyes, San Pedro de Tibabuyes, Santa Cecilia, Santa Rita, Tibabuyes Universal, Toscana, Vereda Suba-Rincón, Vereda Tibabuyes, Verona, Villa Cindy, Villa de las Flores, Villa Gloria Total: 63 |
| Torca (Al oeste de la Autopista Norte) | 111161 (Sur de la AC 170) 111171 (Entre AC 235 y AC 170) 111176 (Norte de la AC 235)             | 23,96           | Norte: Límite Distrital Oriente: Av. Boyacá (AK 72) - Cerro de la Conejera - KR 80 Sur: Humedal La Conejera - Av. San José (AC 170) Occidente:Río Bogotá                                                                      | Zona Rural Total: 36 |
| Suba                                   | Suba                                                                                             | 78,13           | | 1.162 barrios |

### Población indígena muisca
Según las cifras que manejan los respectivos Cabildos, la población Muisca de Suba se estima en 2500 familias.
Apellidos indígenas originarios de Suba son los siguientes: Piracun, Niviayo, Yopasá, Bulla, Cabiativa, Caita, Chisaba, Mususú, Nivia, Quinche, Neuque entre otros.

### Ruralidad
El suelo rural de la Localidad se encuentra  en 8 veredas según el reconocimiento con la comunidad y las instituciones. Las veredas son: Chorrillos, Guaymaral, Barajas Norte, Casablanca Suba, Casablanca Suba I, Casablanca Suba II, La Lomita y Las Mercedes Suba Rural. A la ganadería se dedican 1468,31 hectáreas. Del total de superficie dedicada a la producción agrícola (606,61 ha), la producción de hortalizas y legumbres representa el 44.69% de con 271,12 ha. Les siguen los cultivos de flores (144,18 ha) y papa (74,36). Los 160 predios con producción agropecuaria corresponden a 100 pequeños productores, 22 medianos y 38 grandes. Los grandes se dedican a lavandería y también a la floricultura , cultivo de papa, hortalizas y zanahoria. Los medianos productores agrícola se dedican 50% a la producción de maíz y 50% de a la producción de hortalizas. Los pequeños en un 45% se dedican a la producción de maíz, 30% hortalizas, 15% papa, 5% fresa y 5% arveja.

## Movilidad

### Transporte público
- TransMilenio: existe la línea B del sistema en la Autopista Norte, hasta el Portal Norte, donde hay servicio de buses alimentadores, junto a las estaciones sencillas de Terminal, Calle 187, Toberín - Foundever, Calle 161, Mazurén, Calle 146, Calle 142, Alcalá - Colegio Santo Tomás Dominicos, Prado, Calle 127, Pepe Sierra y Calle 106.

Por otra parte, la línea C, que llega al Portal Suba a través de la Avenida Suba incluye las estaciones La Campiña, Suba - Transversal 91, 21 Ángeles, Gratamira, Suba - Avenida Boyacá, Niza - Calle 127, Humedal Córdoba, Av. Suba - Calle 116, Puente Largo y Suba - Calle 100.
También llegan alimentadores de las estaciones Granja - Carrera 77 y Avenida Cali de la Calle 80 (zona D).
| Portal Norte (Afluente oeste)                         | Portal Suba (Afluente central) | Avenida Cali (Afluente Calle 80 Oeste) | Granja - Carrera 77 (Afluente Calle 80 Este) |
| ----------------------------------------------------- | --- | -------------------------------------- | -------------------------------------------- |
| - 2-1 Mirandela - 2-2 Jardines - 2-7 San José Bavaria | - 11-2 San Andrés - 11-3 Villamaría - 11-4 Aures - 11-5 Avenida Cali-Suba - 11-6 Las Mercedes - 11-7 El Pinar - 11-8 Gaitana - 11-9 Lisboa* - 11-10 Bilbao* | - 5-2 Avenida Carrera 91               | - 5-1 Suba Rincón                            |

Se espera que cuando se establezca el sistema TransMilenio por la Avenida Boyacá, se integre la línea R (Boyacá Norte) que incluye las estaciones Villa del Prado, San José,  Boyacá - Calle 169B,  Gilmar,  Boyacá - Calle 153,  Colina,  Boyacá - Calle 138,  Boyacá - Calle 134,  Sotileza,  Calatrava y  Pontevedra.
- Buses urbanos: en otras avenidas como la Boyacá, la Cali, la Avenida Las Villas (Avenida Carrera 58), Avenida Córdoba (Avenida Carrera 55), Avenida 68 y las calles 170, 116, 127, 129, 138 y 134 poseen servicio de buses urbanos. De igual manera, en el sector de Suba central, las avenidas El Tabor (Avenida Calle 132), El Rincón (Avenida Carrera 91), Las Mercedes (Avenida Calle 153), junto a la Transversal de Suba (Avenida Calle 145) y la antigua Avenida Suba (Avenida Calle 139), tienen servicio de bus urbano a diversos sectores de la ciudad. Con el Sistema Integrado de Transporte de Bogotá, se dividió la ciudad en 14 zonas, la localidad de Suba quedó dividida en la zona 2 Suba Oriental operada por el concesionario Masivo Capital S.A.S., y en la zona 3 Suba Centro operada por el concesionario EGOBUS S.A.S.

- Buses intermunicipales: existe una carretera de conexión intermunicipal entre la localidad de Suba y el municipio de Cota y Chía, los cuales está en el sector de La Conejera y colinda con el Río Bogotá en las Transversales 91 y 154. Asimismo, los buses intermunicipales con destino al norte y oeste de Bogotá , que salen de la Terminal de Transportes hacen su recorrido por la Avenida Boyacá

### Vías principales
- Avenida España (Calle 100)
- Avenida Pepe Sierra (Calle 116)
- Avenida Rodrigo Lara Bonilla (Calle 127)
- Avenida Iberia (Calle 134)
- Avenida Camino del Prado (Calle 138)
- Avenida La Sirena (Calle 153)
- Avenida San José (Calle 170)
- Avenida San Antonio (Calle 183)
- Avenida Paseo de los Libertadores (Autopista Norte, Carrera 45)
- Avenida Las Villas (Carrera 58)
- Avenida Suba (Transversal 60, 76 y Calle 145)
- Avenida Boyacá (Carrera 72)
- Avenida Ciudad de Cali (Carrera 104, Calle 127 y Transversal 86)

## Economía

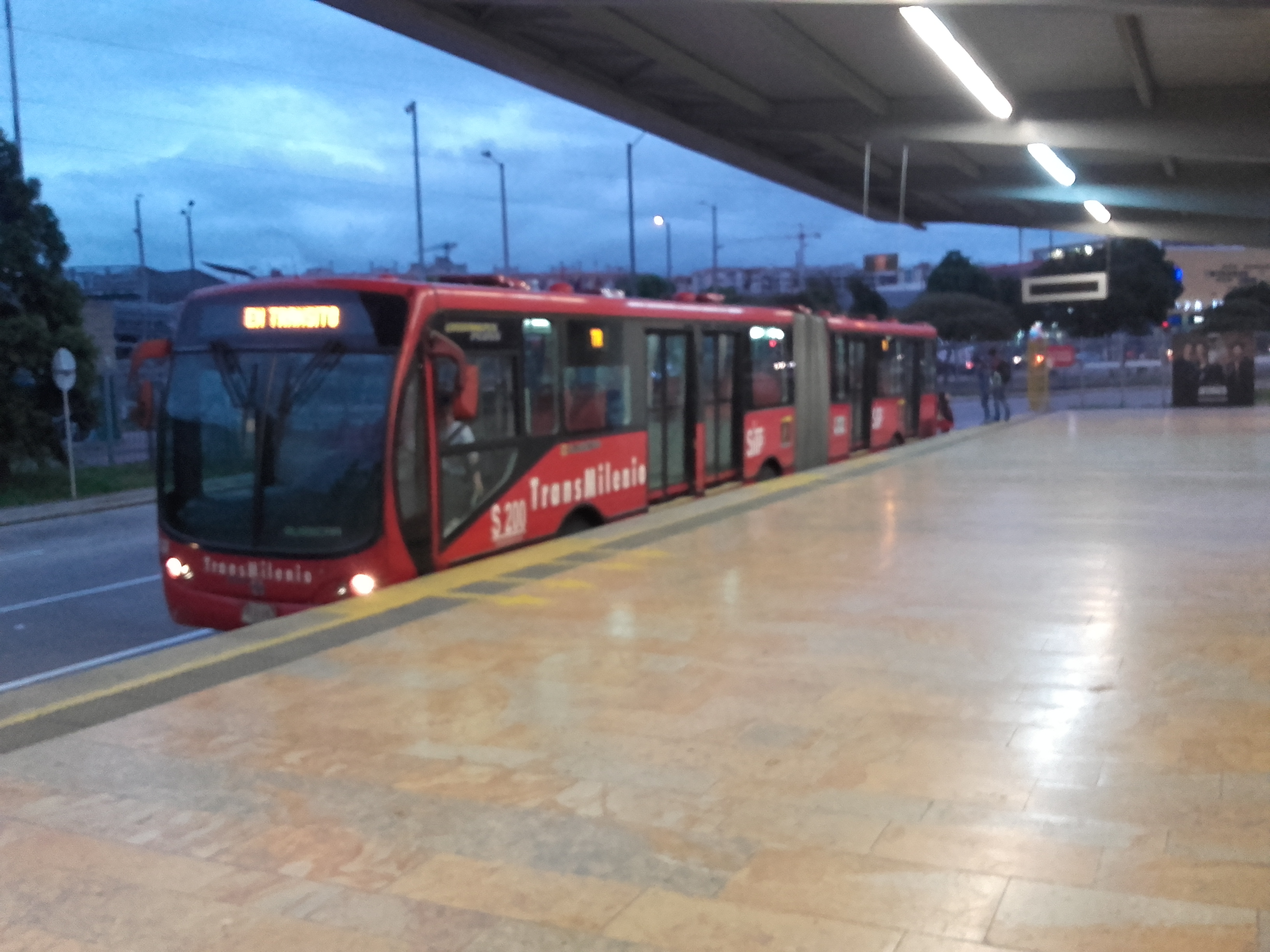
Vista interior del Portal Suba.

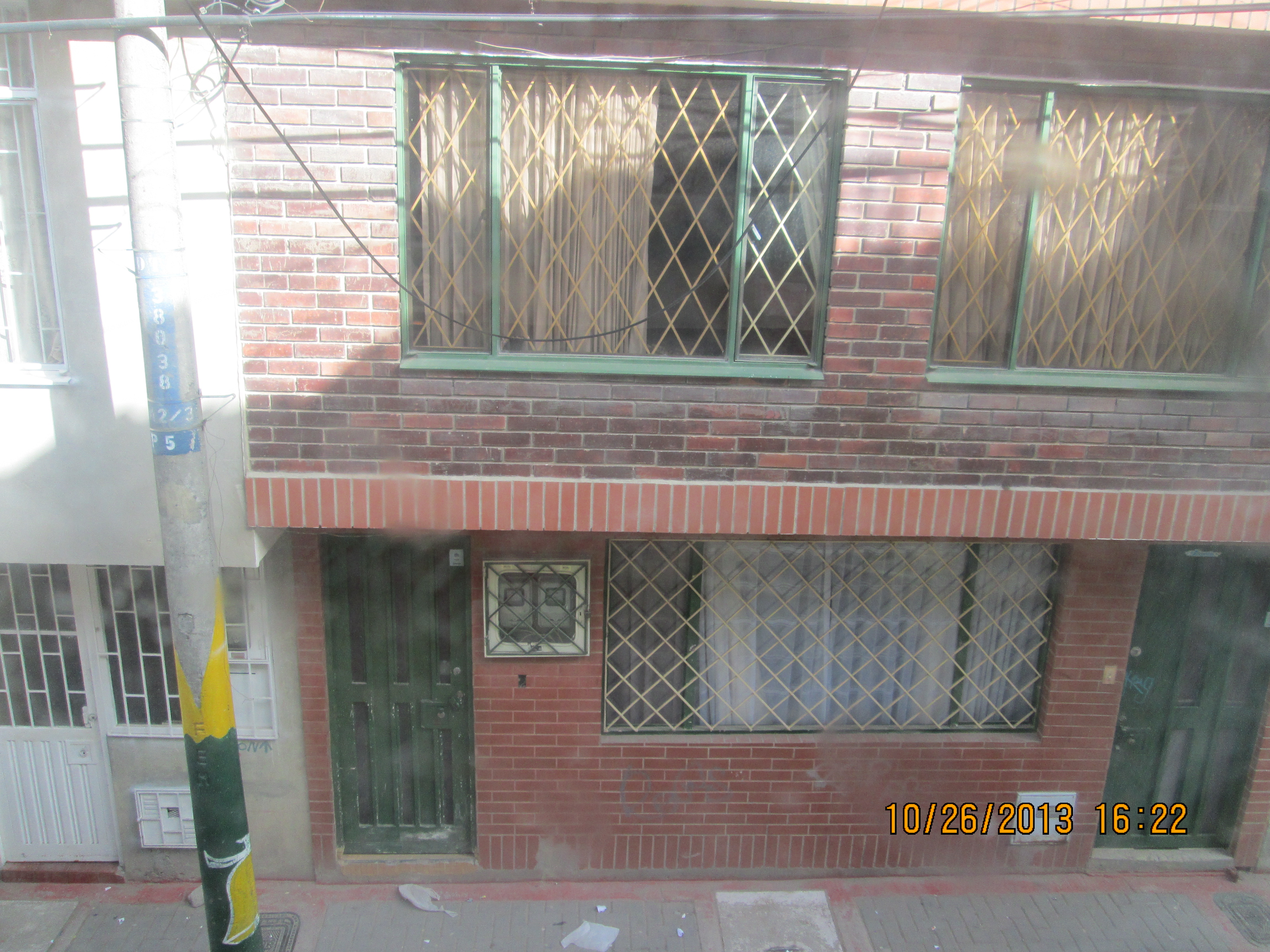
Barrio Toscana en la UPZ de Tibabuyes.

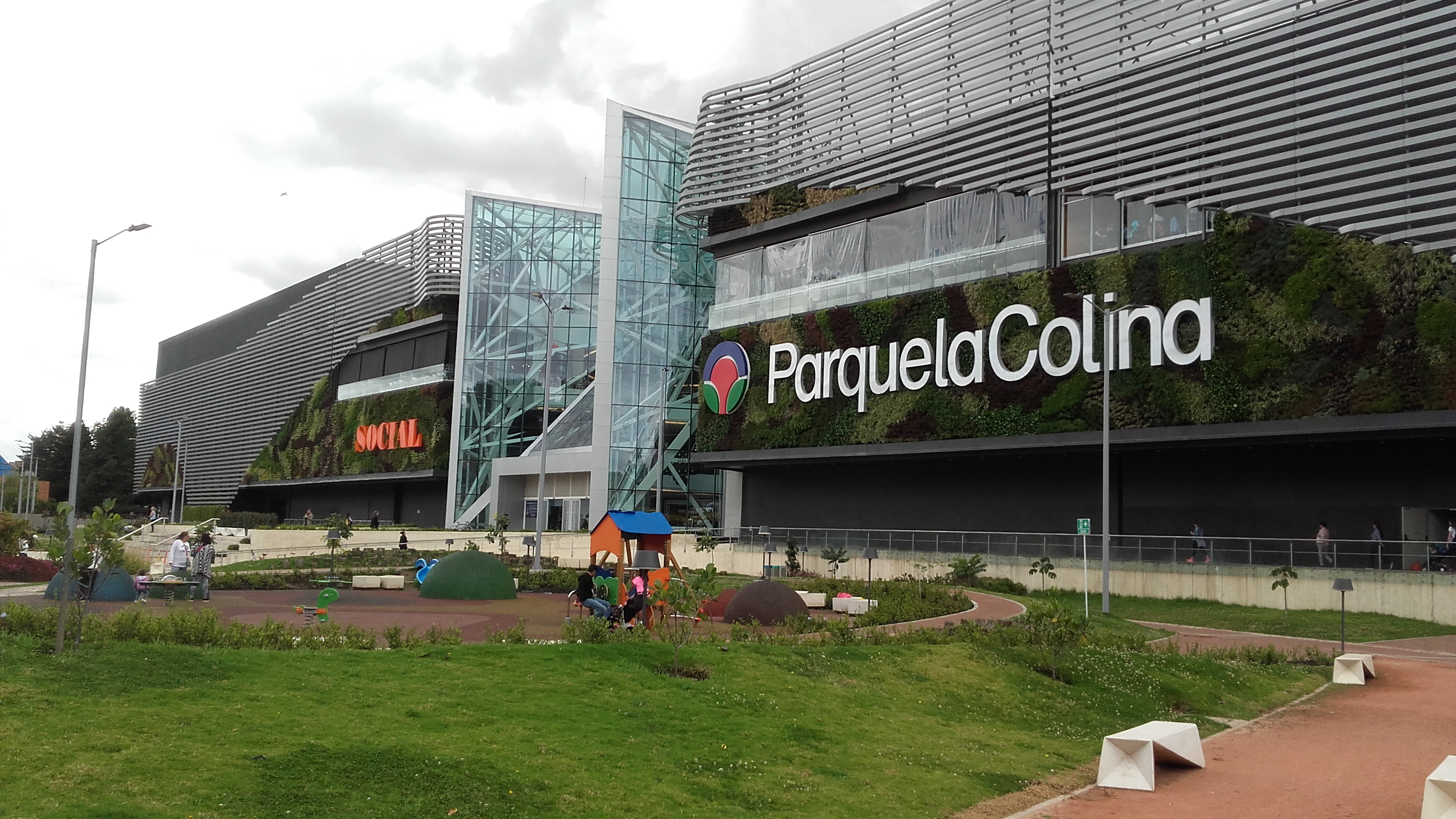
Centro Comercial Parque La Colina.

Actualmente las principales actividades de Suba son el cultivo de flores para la exportación, los servicios y especialmente el comercio, destacándose la presencia de grandes centros comerciales. En el ámbito socioeconómico, la localidad tiene una vasta zona residencial, aunque con actividades de industrias, comercio y servicios, sobre todo en la parte sur. Se destaca por ser la más poblada de la ciudad con 1.348.372 habitantes.

## Sitios de interés
- Parque Mirador de los Nevados[34]
- Aeropuerto Guaymaral
- Cerros de Suba y La Conejera
- Plaza Fundacional de Suba

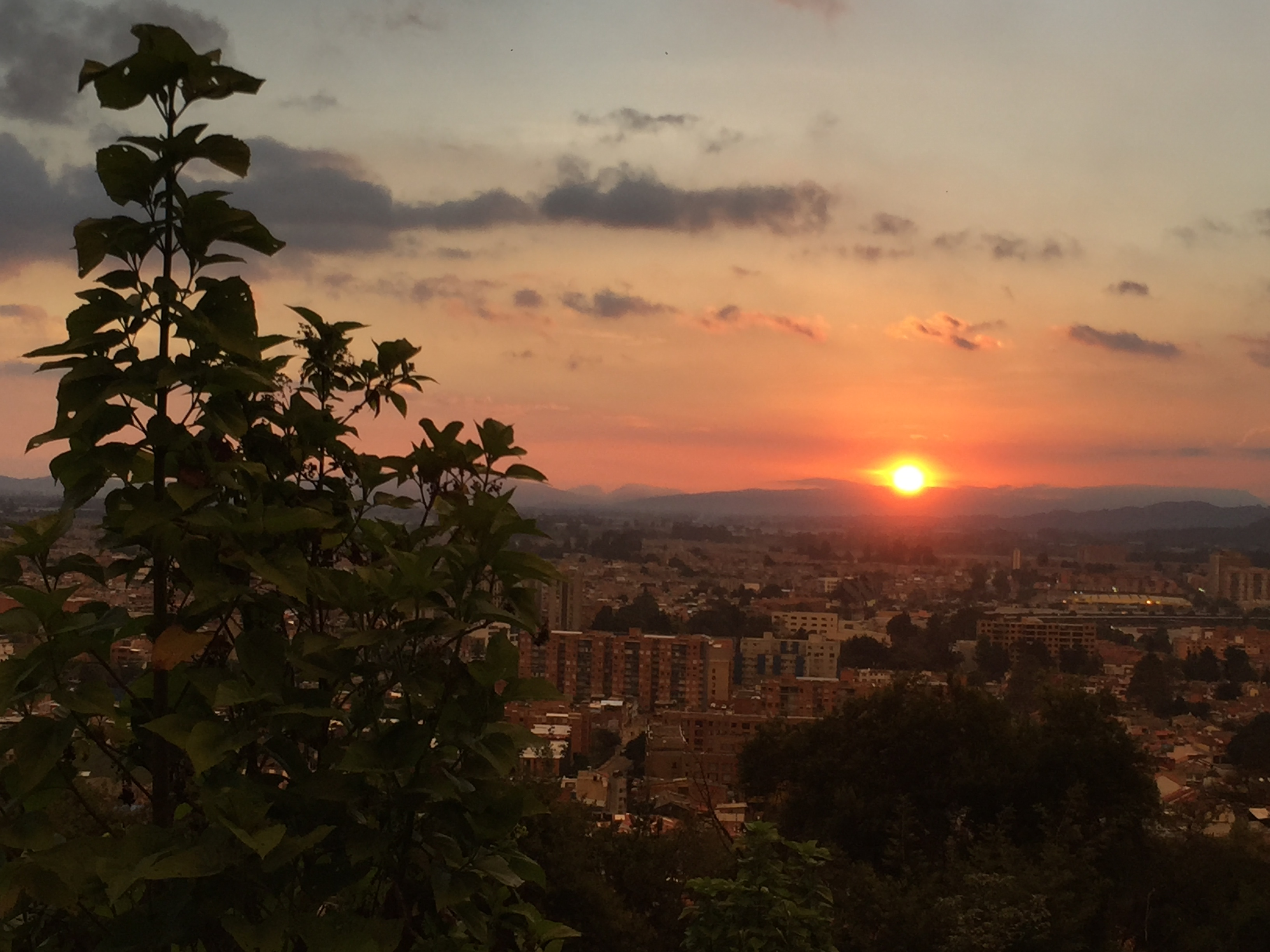
Atardecer en Suba

- Reserva Forestal Thomas van der Hammen
- Plaza Imperial
- Bulevar Niza
- Centro Comercial Santafe
- Parque La Colina
- Humedal Juan Amarillo
- Parque La Gaitana

## Servicios públicos
Educación
- Suba tiene 417 colegios entre públicos y privados.[35][36][37][38][39][40]

Salud
- Hospital San Pedro Claver
- Hospital de La Colina
- Hospital de Suba
- Clínica Shaio
- Clínica Juan N. Corpas

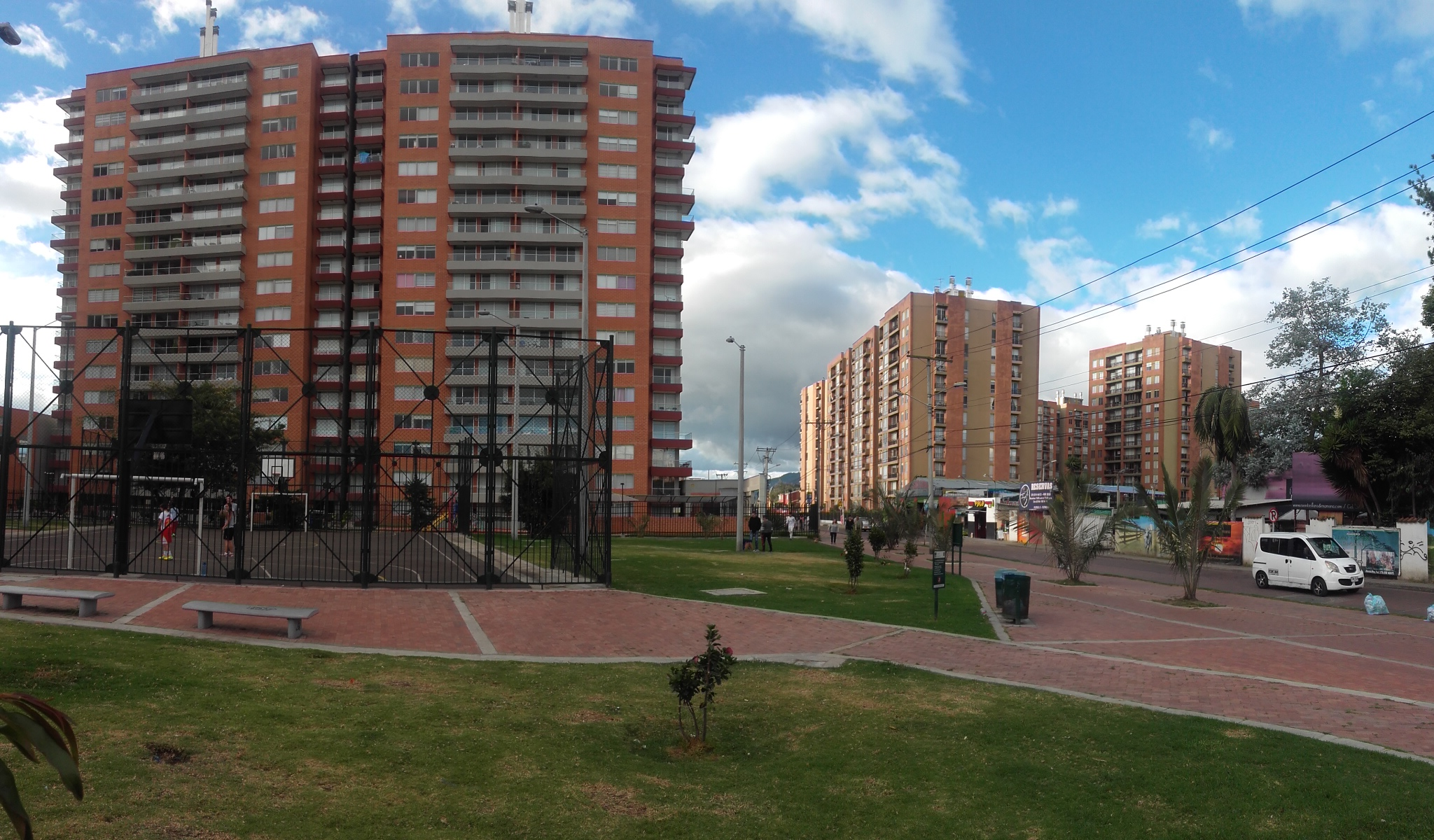
Zona residencial en el barrio Gilmar.

- Clínica Fray Bartolomé de las Casas

## Cultura

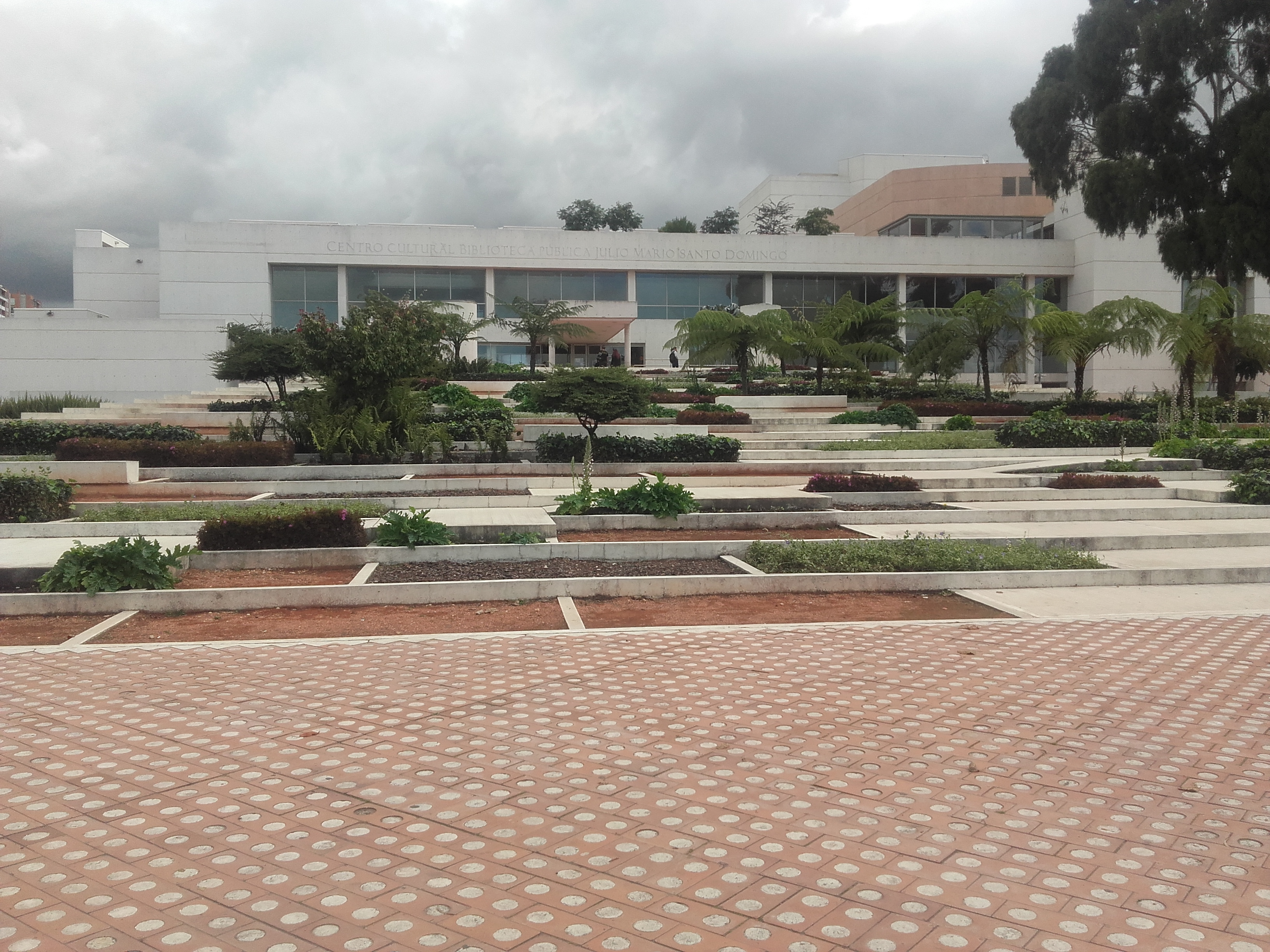
Biblioteca Pública Julio Mario Santo Domingo.

La Alcaldía Local de Suba cuenta con un Consejo Local de Cultura, encargado de fomentar la participación ciudadana y apoyar la formulación, seguimiento y proyectos del sector cultural de la localidad.

### Bibliotecas y escenarios culturales
- Biblioteca Pública de Suba Francisco José de Caldas[41][42]
- Biblioteca Pública Julio Mario Santo Domingo[43]
- Biblioestación Suba[44]
- Biblioteca Comunitaria El Fuerte del Viejo Topo
- Tres Casas de la Cultura[45]

### Organizaciones culturales, ambientales y comunitarias

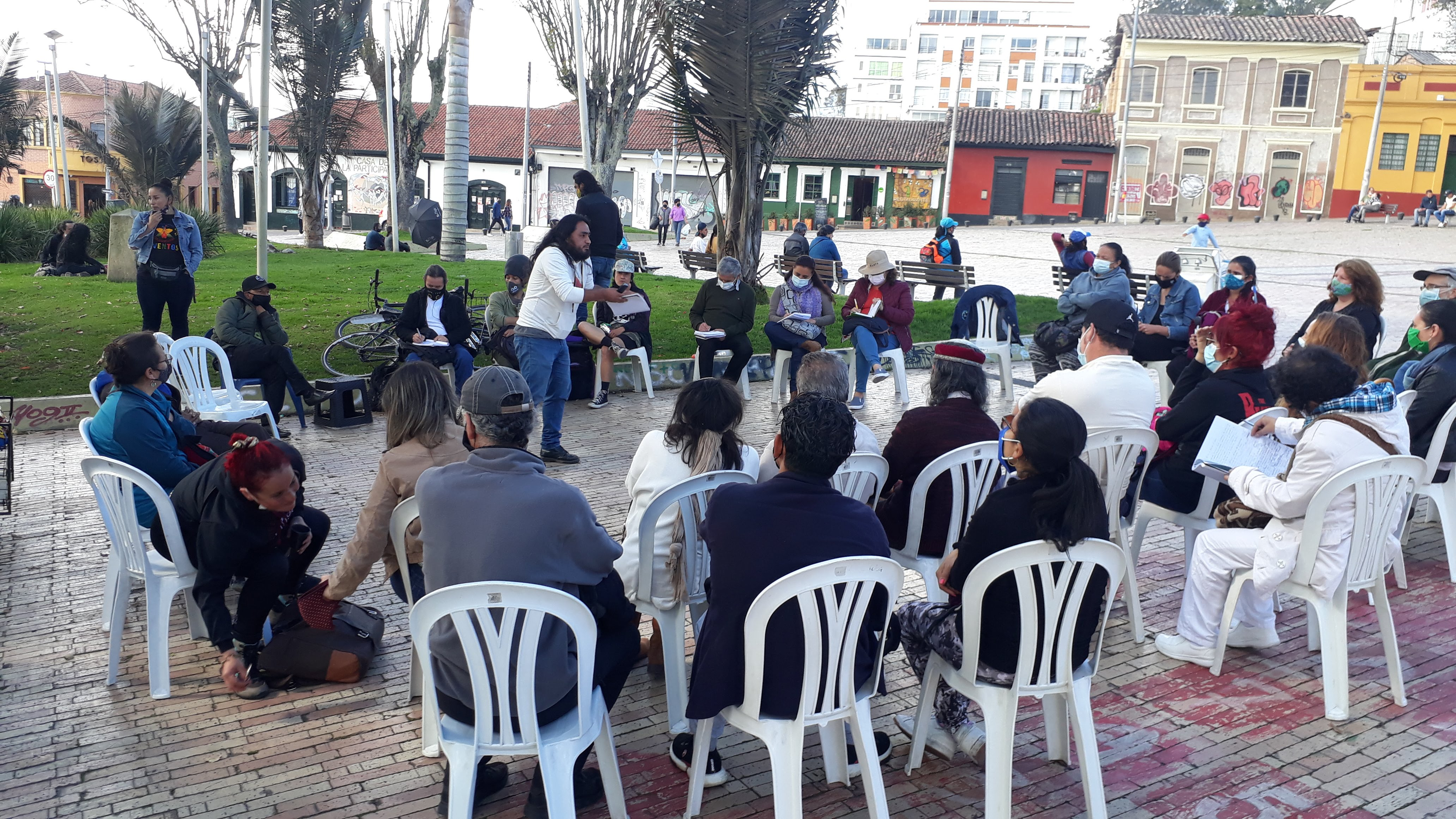
Asamblea General de la Mesa Local de Artistas Plásticos y Visuales de Suba

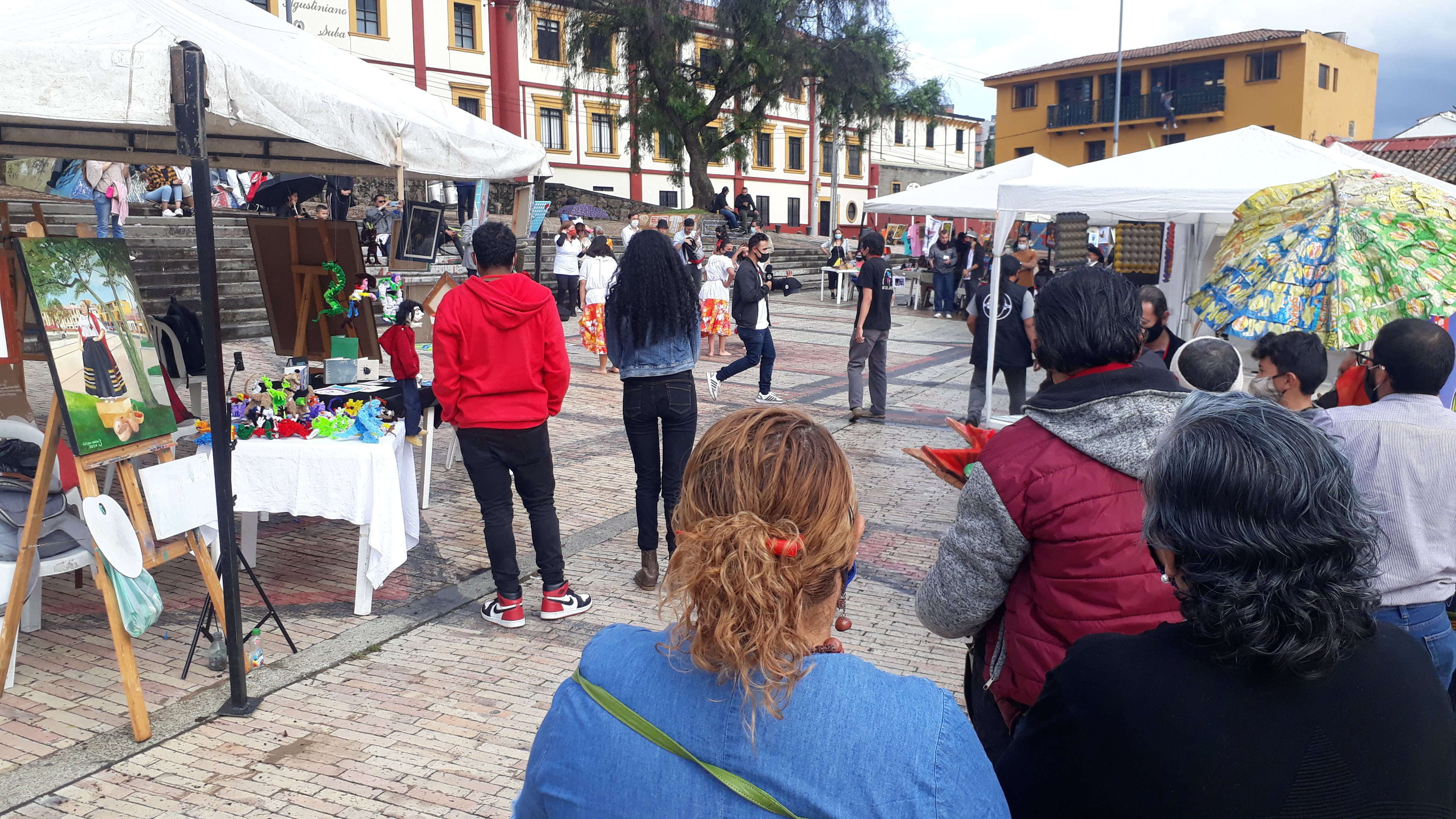
Galería Cultural a Cielo Abierto en la Plaza Fundacional de Suba

- Asamblea General de la Mesa Local de Artistas Plásticos y Visuales de SubaCabildo Indígena Muisca de Suba: es la organización de los indígenas muiscas habitantes de la localidad de Suba.[46][47]
- Sistema Ambiental Local de Suba (SIAL SUBA): acuerdo Local 001 / 2005 Junta Administradora Local de Suba. El Sistema Ambiental Local de Suba SIAL-SUBA, tiene como responsabilidad generar y aportar el conjunto de iniciativas y diagnósticos de origen ciudadano en pro-cura de lograr la armonía con la gestión institucional en lo que concierne a la construcción, reforma o modificación de las políticas públicas, normas, actividades, re-cursos, programas, y demás que regulan la acción ambiental a partir de una visión que atienda al contexto del territorio urbano y rural de la Localidad y la región.
- Fundación Gaia Suna: el Centro Internacional de Reflexión sobre Políticas del Agua es una organización sin ánimo de lucro creada en Suba en el tiempo tierno del año del agua (Mayo 30 / 2003) cuyo objeto preservar la diversidad biológica y divulgar la importancia de la conservación de la vida en todas sus formas; alcanzando una significativa experiencia que ha servido como base para su acreditación como entidad idónea especializada en programas de educación ambiental, restauración ecológica, investigación y desarrollo científico, gestión del riesgo de desastres y cambio climático; arte, cultura y patrimonio; salud pública, seguridad alimentaria, gestión integrada de residuos sólidos, gestión ambiental comunitaria y cooperación internacional.

Mesa Local de Comunicación Comunitaria y Alternativa de Suba: es una instancia mixta de participación y concertación de las políticas públicas de comunicación comunitaria y alternativa  conforme lo establece en su acuerdo local 001 de 2016, el cual reconoce el proceso perteneciente a las industrias culturales y creativa. El Espacio de participación reúne organizaciones, Colectivos, procesos y medios de comunicación comunitarios alternativos y populares de la localidad de Suba, entre los diversos sectores de medios se encuentran: (Organizacionales, audiovisuales  Sonoros, Tecnologías de la información, Universitarios, prensa escrita)  Entre los que se destacan: las emisoras comunitarias reguladas por el MinTIC, las radios y emisoras Virtuales y Digitales, los periódicos y revistas locales, la televisión comunitaria regulada por la Comisión Reguladora de Comunicaciones, CRC, los medios de comunicación escolares, universitarios y barriales, las facultades de comunicación, periodismo y producción de medios de las universidades que hacen presencia en la localidad, las ONG de actividades de educomunicación y servicios relacionados y los medios alternativos en línea multimedia.
- Galería Cultural a Cielo Abierto en la Plaza Fundacional de SubaMesa Local de Artistas Plásticos y Visuales de Suba MLAPVS: organización no convencional surgida a partir de la pandemia ocasionada por el Covid-19 en junio de 2020. Promueve y organiza encuentros interdisciplinares de las artes como la Galería Cultural a Cielo Abierto en la Plaza Fundacional de Suba.
- Colectivo Suba Nativa: es una organización comunitaria que promueve procesos populares de educación y participación para mantener y cuidar las condiciones de los humedales y del agua en la localidad.
- Centro de Educación Popular Chipacuy: es un espacio comunitario ubicado en un antiguo salón comunal abandonado, en el cual confluyen organizaciones barriales de la localidad, específicamente del barrio Compartir y aledaños, con el fin de restablecer los lazos de fraternidad con la comunidad desde procesos educativos. Se aborda la educación popular desde distintas problemáticas: educativas, territoriales, ambientales, entre otras.
- La Chipahuerta C.E.P. Chipacuy: es una organización de ambientalistas vinculada al Centro de Educación Popular Chipacuy, que promueve la educación ecológica, la agricultura urbana y la investigación científica del entorno ambiental.
- Colectivo Somos Suba: es un grupo juvenil que promueve la apropiación del territorio y la generación de vínculos de fraternidad entre la comunidad.
- Corporación ESHAC: la Corporación Entidad Social de Humanidades, Arte y Cultura-ESHAC, con sede en la UPZ 71, es una organización sin ánimo de lucro que busca fortalecer los procesos culturales, artísticos, pedagógicos y comunitarios de la localidad de Suba. Los medios de comunicación de la Corporación ESHAC son la Revista Occidente XXI y el programa de radio Agridulce.

### Colegios Distritales
- Colegio Gerardo Molina Ramirez I.E.D.
- Colegio Bilbao parques del campo (antes llamado Don Bosco V)
- Colegio Alberto Lleras Camargo
- Colegio Tibabuyes universal
- Colegio Filarmónico Jorge Mario Bergoglio
- Colegio Delia Zapata Olivella I.E.D.
- Colegio Gerardo Paredes I.E.D.
- Gonzalo Arango
- Colegio Virginia Gutiérrez de Pineda
- Colegio El Salitre Suba
- Nueva Colombia
- La Toscana Lisboa
- Colegio Nicolás Buenaventura I.E.D.(antes llamado Chorrillos)
- Colegio Gustavo Morales Morales
- Colegio Aníbal Fernández de Soto
- Colegio Jaime Niño Diez
- Colegio Prado Veraniego
- Colegio Veintiún Ángeles I.E.D.
- Colegio Álvaro Gomez Hurtado I.E.D.
- Colegio Vista Bella
- Colegio Nueva Zelandia

### Colegios Privados por UPZ
UPZ 17 San José de Bavaria
- Gimnasio Yacard
- Liceo Matovelle
- Liceo La Sabana
- Colegio del Bosque Bilingüe - UAN
- Colegio Abraham Lincoln
- Colegio Bilingüe Hispanoamericano Conde Ansúrez

UPZ 71 Tibabuyes
- Colegio de Educación Técnica y Académica Celestin Freinet: Entre 2010 y 2019 ha recibido varios galardones por su quehacer educativo y empresarial.[48]
- Colegio Pedagógico Dulce María: Su grupo de porras a representado a Suba en certámenes sobre todo a nivel distrital y nacional.
- Colegio Van Leeuwenhoek: Elegido como representante de los colegios privados de Suba ante la Mesa Local de Comunicación Comunitaria y Alternativa[49]
- Instituto Cultural Rafael Maya
- Liceo La Nueva Estancia de Suba
- Colegio San Anselmo
- Gimnasio Bosques del Nogal
- Colegio Reina de Gales
- Liceo Empresarial del Campo
- Colegio Integrado Eduardo Caballero Calderón
- Liceo Arkadia Colombia

- Liceo Mallerland

UPZ 28 Rincón
- Colegio Hogar de Nazareth
- Colegio Nueva Ciencia
- Gimnasio La Campiña
- Liceo Cultural Las Américas
- Centro Educativo Lombardía
- Instituto Copesal
- Gimnasio Romano Mixto
- Colegio Santo Toribio de Mogrovejo
- Colegio Kabod
- Liceo Homérico
- Colegio San Nicolás de Tolentino Suba
- Gimnasio Franciscano de Suba
- Colegio Eucarístico Mercedario
- Liceo San Isidro Norte
- Colegio San José de Calasanz
- Colegio Neil Armstrong
- Colegio Parroquial Rincón de Suba
- Colegio Tecnológico de Suba
- Liceo Globerth
- Colegio Alafás del Norte
- Gimnasio Psicopedagógico de Suba
- Instituto Técnico Comercial Cerros de Suba
- Colegio Comercial Villa María
- Gimnasio Académico Regional
- Instituto Técnico Comercial Cerros de Suba
- Gimnasio Generación del Futuro
- Colegio Colombo Internacional ACOINPREV
- Centro de Integración Educativa del Norte CIEN
- Colegio La Esperanza del Mañana
- Gimnasio Nueva Colombia de Suba
- Gimnasio Santander
- Gimnasio la cima

UPZ 27 Suba
- Institución Educativa Compartir Suba
- Centro Educativo Los Andes
- Liceo Fesan
- Colegio Real de Cundinamarca
- Colegio Bilingüe Maximino Poitiers
- Colegio Reuven Feuerstein
- Gimnasio Mixto Manuel del Socorro Rodríguez
- Colegio Militar Antonio Nariño
- Colegio San Jorge de Inglaterra
- Liceo Hypatia
- Instituto Educación y Vida-FMC
- Colegio Madre Pilar Izquierdo
- Colegio Nuevo Luis Gonzaga
- Colegio Agustiniano de Suba
- Colegio Arca Internacional
- Colegio Calatrava
- Colegio Jonathan Swift

## Personalidades
Algunas personalidades de la localidad de Suba destacadas durante el siglo XXI hasta la fecha son:

### Arte y literatura
- Sandra Uribe Pérez (Bogotá, 1972): Poeta, narradora, ensayista y periodista subana. Arquitecta de la Universidad Nacional de Colombia, especialista en Entornos virtuales de aprendizaje (OEI Argentina) y magíster en Estudios de la Cultura con mención en Literatura Hispanoamericana de la Universidad Andina Simón Bolívar. Ha sido premiada en diversos concursos literarios y periodísticos en Colombia y en el exterior.[50] Sus poemas han sido traducidos al inglés, italiano, francés y estonio.
- Omar Garzón Pinto (Bogotá, 1990): Poeta, profesor y periodista y autodidacta radicado en Suba desde su niñez y con textos publicados en libros, antologías, revistas y periódicos[51] de EE. UU., Guinea Ecuatorial y varios países de Iberoamérica. Sus poemas han sido musicalizados por el cantautor Leandro Sabogal y traducidos al francés, inglés e italiano.[52] Su obra poética ha recibido varios reconocimientos sobre todo a nivel nacional.[53]
- Rafael Antonio Lozada: Guionista, director de cortometrajes, actor y diseñador gráfico nacido en Nemocón, Cundinamarca, y radicado en Suba desde hace treinta y seis años, donde produce casi toda su obra audiovisual.[54] Su cortometraje Granizo con Sabor (Guionista y Director), producido y grabado en la localidad de Suba, resultó ganador del Faucon d'Or (El halcón de oro), el mayor premio otorgado por la edición número 30 del Festival Internacional de Cine Amateur de Kélibia (FIFAK, Túnez) en 2015.[55]

## Infraestructura deportiva
- Suba tiene 935 parques de distintos tipos.[35]
- Parque Fontanar del Río cerca al colegio Delia Zapata Olivella.
- Parque Mirador de los Nevados

## Símbolos
En la década de 2000, con el objetivo de promover el fortalecimiento de la identidad local, se crearon y promovieron símbolos como la bandera, el escudo, el himno y la historia local.

### Bandera
Está conformada por un Rectangular 2:3 blanco donde en el centro se tiene el escudo de la localidad (sin el texto de "SUBA")

### Escudo
El escudo de la localidad de Suba consiste en un círculo de borde negro sobre fondo blanco. En su interior, en la parte superior, se encuentra una figura circular amarilla con borde rojo. Dos formas curvas de color azul, ubicadas una a cada lado del círculo, se extienden hacia los extremos superiores. Debajo, hay una línea ondulada de color verde. Más abajo, se ubica una figura azul oscuro con forma irregular horizontal. En la parte inferior del escudo aparece la palabra SUBA en letras mayúsculas de color verde.

### Himno
Fue Compuesto por el Compositor Jorge Humberto jimenez en la década de los 2000
| CORO: De cielos, luna y sabana de vientos y de humedales, nació Suba la flor bella, con mil pétalos de patria... Suba mi hogar y mi sueño, Suba mi herencia y mi casa, con su nostalgia de pueblo y su verde de esperanza I Están presentes aquí las huellas de los ancestros que no dejaron en campos verdes y en agua pura toda la vida que ellos sembraron, amor fraterno, trabajo honrado fueron su emblema, son mi legado. Por eso cuido como un tesoro la bella herencia de mi pasado. Por eso cuido como un tesoro la bella herencia de mi pasado. | II Dos bellos cerros son los balcones que Dios nos puso como un regalo para que siempre miremos lejos, sin egoísmos y sin engaños, hogar de todos, querida Suba, anhelo y sueño, templo sagrado. Que nunca el odio manche esta tierra en donde todos somos hermanos. Que nunca el odio manche esta tierra en donde todos somos hermanos. |